# Annesse-et-Beaulieu
Annesse-et-Beaulieu là một xã của Pháp, nằm ở tỉnh Dordogne trong vùng Aquitaine của Pháp. Xã này có diện tích 12,12 km2, dân số năm 2007 là 1442 người. Xã nằm ở khu vực có độ cao trung bình 72 m trên mực nước biển.

## Thông tin nhân khẩu
Nguồn: INSEE  và Cassini 
| 1793 | 1800 | 1806 | 1821 | 1831 | 1836 | 1841 | 1846 | 1851 |
| ---- | ---- | ---- | ---- | ---- | ---- | ---- | ---- | ---- |
| 716  | 344  | 364  | 697  | 666  | 712  | 634  | 647  | 711  |

| 1856 | 1861 | 1866 | 1872 | 1876 | 1881 | 1886 | 1891 | 1896 |
| ---- | ---- | ---- | ---- | ---- | ---- | ---- | ---- | ---- |
| 746  | 710  | 687  | 642  | 641  | 679  | 675  | 662  | 661  |

| 1901 | 1906 | 1911 | 1921 | 1926 | 1931 | 1936 | 1946 | 1954 |
| ---- | ---- | ---- | ---- | ---- | ---- | ---- | ---- | ---- |
| 593  | 577  | 532  | 523  | 537  | 501  | 494  | 526  | 547  |

| 1962                                         | 1968 | 1975 | 1982 | 1990  | 1999  | 2007  | - | - |
| -------------------------------------------- | ---- | ---- | ---- | ----- | ----- | ----- | - | - |
| 531                                          | 553  | 631  | 826  | 1 099 | 1 246 | 1 442 | - | - |
| Số liệu kể từ 1962 : dân số không tính trùng |      |      |      |       |       |       |   |   |